# Gmina Osielsko
Die Gmina Osielsko ist eine Landgemeinde im Powiat Bydgoski der Woiwodschaft Kujawien-Pommern in Polen. Ihr Sitz ist das gleichnamige Dorf (deutsch Osielsk) mit mehr als 3900 Einwohnern. 

## Gliederung
Die Gemeinde Osielsko ist die reichste Gemeinde in der Woiwodschaft Kujawien-Pommern.
Zur Landgemeinde Osielsko gehören sieben Dörfer (deutsche Namen bis 1945) mit einem Schulzenamt:
- Bożenkowo
- Jarużyn (Jaruschin)
- Maksymilianowo (Maxtal)
- Niemcz (Nimtsch)
- Niwy-Wilcze (Niwie-Birkhausen)
- Osielsko (Osielsk)
- Żołędowo (Zolondowo)

Weitere Ortschaften der Gemeinde sind Czarnówczyn, Jagodowo, Jarużyn-Kolonia, Myślęcinek und Strzelce Leśne (Forsthaus Strelitz).

## Verkehr
Im Bahnhof der Ortschaft Maksymilianowo kreuzt sich die Bahnstrecke Chorzów–Tczew mit der Bahnstrecke Nowa Wieś Wielka–Gdynia.